# Psychoglypha schmidi
Psychoglypha schmidi är en nattsländeart som beskrevs av Nimmo 1965. Psychoglypha schmidi ingår i släktet Psychoglypha och familjen husmasknattsländor. Inga underarter finns listade i Catalogue of Life.